# لیلا زمردیان
لیلا (صدیقه) زمردیان (اسفند ۱۳۲۸–۱۴ دی ۱۳۵۵) از اعضای سازمان مجاهدین خلق بود که در سال ۱۳۵۴ مارکسیست شد. وی با کشاندن مجید شریف‌واقفی (همسر سازمانی‌اش) به قرار تشکیلاتی عامل به قتل رسانیدن وی گردید.
در روز چهارم خرداد ۱۳۵۳ لیلا زمردیان به همراه همسرش در شرکت جنرال الکتریک بمب‌گذاری کردند. در این بمب‌گذاری سرایدار شرکت جنرال الکتریک کشته شد. شریف واقفی و لیلا زمردیان هر دو تحت تعقیب کمیته مشترک ضد خرابکاری و مبارزه با تروریسم ساواک بودند. زمردیان در یک تعقیب و گریز توسط ساواک، از فرار ناامید شده و با قرص سیانور خودکشی کرد.

## برای مطالعهٔ بیشتر
- مجاهدین از  پیدایی تا فرجام بایگانی‌شده  در ۲۴ مارس ۲۰۱۴ توسط Wayback Machine